# Storia del Potenza Calcio
Questa pagina tratta la storia del Potenza Calcio dal 1920 ai giorni nostri.

## La fondazione e i primi decenni
Nel 1920, Alfredo Viviani, Domenico Bavusi e Alfredo Buoncristiano fondarono lo Sport Club Lucano, che disputava gare di atletica leggera e calcio. La squadra calcistica, inizialmente, si allenava e disputava le gare casalinghe presso il Campo Sportivo di Montereale, costruito alla fine del 1921 dal 29º Reggimento di Fanteria, rientrato a Potenza dopo la fine della prima guerra mondiale. Sempre nel 1921 inizia l'attività, seppur a carattere episodico, in ambito regionale. Il primo presidente è Bavusi, affiancato dall'avvocato Leonardo Morlino che, per la sua competenza legale, formulò il regolamento interno. Nel 1922 Morlino divenne presidente del club.
Nella stagione 1933-1934 la squadra partecipa al suo primo torneo ufficiale, la Seconda Divisione, venendo ammesso al termine della stagione al campionato di Prima Divisione, diventato Serie C l'anno seguente. Nel 1936 il sodalizio cambia denominazione in Associazione Sportiva Potenza e nel 1941 in Associazione Polisportiva Lucana.
Il club milita nella terza serie nazionale fino al torneo 1942-1943, l'ultimo prima dell'interruzione dei campionati a causa dello scoppio della seconda guerra mondiale. Alla ripresa delle attività agonistiche la società viene ricostituita con la nuova denominazione di Sport Club Potenza e si affilia alla Lega Nazionale Centro-Sud di Serie C.
Dopo altri quattro campionati di Serie C, il Potenza retrocede nel campionato interregionale di Promozione ed a causa delle scarse risorse finanziarie cambia denominazione in S.C. Monticchio Potenza, dall'omonimo sponsor produttore di acque minerali, rappresentando uno dei primi casi di sponsorizzazione nel calcio italiano. Dopo tredici anni di militanza nei campionati interregionali e regionali, ed il ritorno alla storica denominazione nel 1960, il Potenza torna in Serie C al termine del campionato di Serie D 1960-1961.

## Gli anni sessanta: ilPotenza Miracolodella Serie B

Paolo Vaini nel 1963

Un giovane Roberto Boninsegna in allenamento

Dopo un terzo posto nella stagione 1961-1962 di Serie C, la promozione in Serie B avvenne al termine del campionato 1962-1963, con Egizio Rubino allenatore, che rimase sulla panchina lucana anche nei successivi due anni di Serie B.
Nel campionato cadetto degli anni sessanta la squadra è stata protagonista in stadi prestigiosi, destando l'attenzione nazionale per i brillanti risultati sportivi conseguiti grazie anche a giovani di belle speranze che non tardarono ad affermarsi in squadre di Serie A, taluni approdando anche nella Nazionale Maggiore.
Nel primo anno di cadetteria (1963-1964) la squadra lucana arrivò a metà classifica, ottenendo un risultato abbastanza positivo per una neopromossa. Il 1964-1965 fu, però, l'anno migliore di tutta la storia del Potenza che riuscì ad ottenere un ottimo 5º posto ed arrivò ad un passo dalla Serie A grazie al valido contributo del bomber Roberto Boninsegna, futuro giocatore di Inter, Juventus e della nazionale italiana ai mondiali 1970. Celebre fu l'attacco mitraglia, capace di divenire a fine stagione il miglior attacco della serie B con 55 reti e il secondo miglior attacco delle serie professionistiche alle spalle dei campioni d’Italia dell’Inter. Tali prestazioni valsero alla squadra, da parte della stampa nazionale, l'appellativo di Potenza Miracolo. Nel campionato successivo la squadra proseguì il ciclo positivo con un 10º posto finale.
Nel 1966-1967, con Alfredo Mancinelli allenatore, il Potenza disputò un gran campionato, riuscendo nelle prime giornate a mantenere le posizioni di testa della classifica. Evento di rilievo al Viviani fu la gara con la Sampdoria del 4 dicembre 1966 (terminata 0-0) in quanto, ferma la Serie A, fu la partita più importante del fine settimana a livello nazionale. Nel corso del campionato, vinto proprio dai blucerchiati, il Potenza mantenne posizioni di privilegio in classifica terminando al 7º posto.
Nel 1967-1968 arrivò, molto brutalmente, la retrocessione. La squadra si classificò ultima dopo un campionato che l'aveva vista soffrire tantissimo, ponendo fine all'esperienza in serie B del Potenza.

## Gli anni settanta e ottanta: alterne fortune e il primo fallimento
A partire dal 1968 e fino al 1973 il sodalizio rossoblù rimase in Serie C. Dopo una nuova retrocessione, dal 1973 al 1975 disputò campionati di Serie D. Una partita da ricordare nella storia del club fu lo spareggio promozione del 1975 fra Potenza e Juventus Stabia sul campo neutro dello Stadio della Vittoria di Bari, affollato da circa 12.000 spettatori in maggioranza potentini e vinto dai lucani per 1-0 grazie a Nando Scarpa.
Bari, Stadio della Vittoria, 1 giugno 1975
 Potenza -  Juventus Stabia 1-0
Marcatori:  113’ Scarpa.
POTENZA: Nolè, Gobbi, Sollini, Lasagni, Campagna, Caligiuri, Rinaldi,  46’ Savarese ( 46’ De Paoli), Latorraca, Castaldi, Scarpa. Allenatore: De Petrillo
JUVENTUS STABIA: Lauri, Agnetti, Lusuardi, Nazzi, De Simone, Prota, Avino, Pertelli, Fumarola, Cesari,  46’ Cirillo ( 46’ Iaccarino). Allenatore: Carrano
Arbitro: Carvani di Piacenza

Ammoniti:  Campagna,  Caligiuri (P) e  Lusuardi (J).

Espulsi: nessuno.

Spettatori: 12.000 circa
Quindi fu nuovamente Serie C, ma durò un solo anno: la squadra riuscì infatti a centrare una nuova promozione dopo solo due anni di esilio nei dilettanti.

Il Potenza 1974-1975.

Dopo otto stagioni consecutive di Serie C2 arrivò la retrocessione in Interregionale e il primo amaro fallimento, nel 1986. La tradizione calcistica cittadina venne ereditata dalla Polisportiva Edilpotenza, che ripartì dai campionati regionali, cambiando denominazione in Potenza Calcio S.p.A nel 1987 e riuscendo a risalire in Serie C2 nel 1988, venendo riammesso per meriti sportivi. Il sodalizio potentino manterrà la categoria per le tre stagioni successive.

## Gli anni novanta: il ritorno in Serie C1 e il declino tra i dilettanti
Al termine della stagione 1991-1992 il Potenza, guidato da Salvatore Di Somma, vince il campionato classificandosi al primo posto, facendo sua la gara decisiva al Viviani tra il Potenza e il Latina per 1-0 in uno stadio Viviani gremito da oltre 10.000 persone, riapprodando così in Serie C1. Massiccia fu la partecipazione della tifoseria che addobbò la città di bandiere e striscioni rossoblù, tanto che per far fronte ad una richiesta di biglietti esorbitante si installò un maxi schermo in piazza Mario Pagano e fu messa in onda la diretta televisiva della partita su una emittente locale.

Il difensore Francesco Colonnese nel 1990.

La permanenza in Serie C1 nella stagione 1992-1993 fu molto combattuta e fu necessario disputare uno spareggio salvezza tra i rossoblù potentini e il Casarano. Lo spareggio fu giocato in gara unica sul campo neutro di Foggia e vide il Potenza imporsi per 3-1 in uno stadio colmo di 6.000 festanti tifosi potentini. Ma la gioia durò ben poco, visto che nella stagione 1993-1994, per inadempienze economiche, il sodalizio lucano si avviò verso il secondo fallimento, nonostante in campionato si fosse classificata sesta solo a causa di una peggior classifica avulsa nei confronti della Juve Stabia, mancando così di pochissimo i play-off per la promozione in serie B.
Nello stesso anno (1994) la squadra Polisportiva Banca Mediterranea Invicta Potenza vince il campionato di Eccellenza lucana e si iscrive al Campionato Nazionale Dilettanti, ereditando la tradizione calcistica cittadina. Questa società cambierà denominazione in Unione Calcio Potenza nel 1995, in Football Club Potenza S.p.A. nel 1999 e in Football Club Potenza S.r.l. nel 2002, disputando campionati di Serie D fino ai primi anni duemila, senza riuscire a ritornare nel calcio professionistico.

## Gli anni duemila: la nuova promozione in Serie C1 e lo scandalo scommesse
A partire dalla stagione 2002-2003 una seconda società potentina partecipò al campionato di Serie D: si trattava dell'Associazione Sportiva Calcio Potenza, che nella stagione precedente aveva vinto il campionato regionale di Eccellenza Basilicata e che utilizzò nei primi anni di vita, in luogo del tradizionale leone rampante, un logo rappresentante una stella, oltre ai classici colori rosso e blu delle compagini potentine del passato. Le due compagini di F.C. Potenza e A.S.C. Potenza diedero quindi vita ad un derby cittadino nel capoluogo lucano, ma finirono a lottare entrambe per la permanenza in Serie D nei play-out: L'A.S.C. Potenza, da metà classifica, precipitò negli ultimi posti a causa di una penalizzazione di 15 punti per illecito sportivo, mentre l'F.C. Potenza giunse sul campo al 14º posto. Entrambe riuscirono a vincere, mantenendo la categoria: l'A.S.C. piegò piuttosto agevolmente l'Ostuni, mentre con più difficoltà l'F.C. Potenza riuscì a battere l'Ariano Irpino.
L'anno seguente l'A.S.C. Potenza (la più giovane tra le due società cittadine) sfiora la promozione diretta arrivando seconda, venendo poi ripescata in Serie C2; il F.C. Potenza invece retrocede in Eccellenza, ma non riesce ad iscriversi al campionato e partecipò quindi nella stagione 2004-2005 al Campionato Regionale di Seconda Categoria. L'A.S.C. Potenza, divenuta Associazione Sportiva Calcio Potenza S.r.l., eredita quindi la tradizione calcistica cittadina.
Nella stagione 2004-2005 la squadra si classifica al settimo posto. Nel campionato successivo il Potenza centra la salvezza ai play-out contro il Modica. Il 16 Giugno 2006 la società viene acquistata da Giuseppe Postiglione, imprenditore potentino proprietario di un gruppo editoriale.
Nella stagione 2006-2007 il sodalizio ritorna alla denominazione storica di Potenza Sport Club, classificandosi a fine campionato al 3º posto nel girone C, conquistando il diritto a partecipare ai play-off per la promozione. Superato il Gela con due pareggi nel doppio confronto previsto per la semifinale, in virtù del miglior piazzamento ottenuto in campionato, accede alla finale contro il Benevento. Grazie alla vittoria per 1-0 nella gara disputata in casa ed al pareggio raggiunto in rimonta per 1-1 ai supplementari in trasferta, il Potenza Sport Club conquista la Serie C1 dopo 13 anni di assenza.
Potenza, Stadio Alfredo Viviani, 10 giugno 2007
 Potenza -  Benevento 1-0
Marcatori:  30’ Pignalosa.
POTENZA: Iuliano, Malafronte, Memè, Colletto, Cagnale, Dettori,  88’ Lolaico ( 88’ Gona), Berretti, Pignalosa, Nolè,  63’ Delgado ( 63’ Marra). Allenatore: Arleo
BENEVENTO: Gori, Martinelli,  58’ Palermo ( 58’ Maisto),  44’ Vagnati ( 44’ Colasante), Castaldo, Pedotti, Imbriani, Carloto,  75’ Polani ( 75’ Marasco), Clemente, Masciantonio. Allenatore: Simonelli
Arbitro: Gallione di Alessandria

Ammoniti:  41’ Berretti,  53’ Pignalosa,  57’ Nolè (P) e  32’ Carloto (B).

Spettatori: 5.000 circa
Benevento, Stadio Santa Colomba, 17 giugno 2007
 Benevento -  Potenza 1-1
Marcatori:  8’ Clemente,  100’ Delgado.
BENEVENTO: Gori, Martinelli, Palermo, Colasante (102' Porras), Castaldo, Pedotti, Imbriani, Maisto,  58’ Polani ( 58’ Marasco), Clemente,  90’ Masciantonio ( 90’ Fiordo). Allenatore: Simonelli
POTENZA: Iuliano,  92’ Malafronte ( 92’ Delgado),  87’ Memè ( 87’ Di Giorgio), Colletto, Cagnale, Dettori,  109’ Lolaico ( 109’ Tassone), Berretti, Pignalosa, Nolè, Grillo. Allenatore: Arleo
Arbitro: Scoditti di Bologna

Ammoniti:  10’ Colasante,  78’ Maisto,  83’ Martinelli (B) e  33’ Grillo (P).

Espulsi: 
 87’ Castaldo(B).

Spettatori: 8.000 circa
Nel primo anno da neopromossa arriva la salvezza, con l'undicesimo posto finale. Nella stagione 2008-2009, la squadra viene penalizzata per una presunta combine nella gara della stagione precedente con la Salernitana ed è costretta a partire con tre punti di penalità in classifica. Questa stagione vede i rossoblù terminare il campionato all'ultimo posto, retrocedendo sul campo in Serie C2, che nel frattempo era tornata alla antica denominazione di Seconda Divisione. La società presenta però domanda di ripescaggio, che viene accolta facendo rimanere la squadra in Prima Divisione per la stagione 2009-2010.
Per la nuova stagione la panchina della squadra viene affidata all'esperto Ezio Capuano, tuttavia il campionato del Potenza non inizia nel migliore dei modi e alla quinta giornata il tecnico viene esonerato dopo la sconfitta casalinga con il Real Marcianise per 0-2. Al suo posto viene ingaggiato Francesco Monaco, il quale viene esonerato dopo un solo mese facendo richiamare sulla panchina rossoblù il tecnico precedente. Il presidente Postiglione rassegna quindi le sue dimissioni e mette la squadra in vendita, in attesa di un improbabile acquirente.
Il 23 novembre 2009 si verifica l'arresto del presidente Giuseppe Postiglione e di altri personaggi legati alla società lucana tra cui dirigenti e collaboratori, con l'accusa di frode sportiva volta ad alterare i risultati di alcune partite di calcio di diverse squadre partecipanti sia alla Lega Pro che alla Serie B. La vicenda fa piombare nel caos la società, che si vede costretta a ridimensionare l'organico per far fronte alla crisi di liquidità. Data la crisi societaria e la carenza di potenziali acquirenti disposti a rilevare la squadra, durante il campionato un gruppo di tifosi fonda l'associazione "Il Mio Potenza" che si pone il fine di vigilare sui conti societari e supportare, tramite un progetto di azionariato popolare, un'eventuale nuova realtà calcistica cittadina che rimanga nei campionati professionistici; l'iniziativa non ottiene però i risultati sperati.
Il 19 marzo 2010 la Corte di Giustizia Federale della FIGC stabilisce l'esclusione immediata del Potenza dal campionato di Lega Pro Prima Divisione 2009-2010 e l'inibizione per 5 anni del presidente Giuseppe Postiglione. In seguito, il 1º aprile 2010, il Tribunale nazionale arbitrato per lo sport stabilisce che la squadra lucana debba giocare ugualmente le rimanenti partite di campionato, ma che al termine dello stesso venga declassata d'ufficio all'ultimo posto e retrocessa in Seconda Divisione. Sul campo il Potenza evita l'ultimo posto ed ottiene una permanenza morale in categoria, fortemente voluta da tutto l'ambiente per sconfessare il discredito generale. Nel mese di agosto viene nominato amministratore unico Rocco Galasso, a cui è affidato il gravoso compito di evitare un nuovo fallimento, tentando di reperire le necessarie risorse economiche e nuovi investitori. Tuttavia poche settimane dopo anche Galasso si dimette, impossibilitato a risolvere la situazione.

## Gli anni duemiladieci: dalla ripartenza in Eccellenza alla Serie C
Nell'estate del 2010 la Corte di Giustizia Federale respinge il ricorso presentato dalla società, confermando l'esclusione del Potenza S.C. dai campionati della Lega Pro. Non essendoci nemmeno la possibilità di iscrizione in Serie D, il sodalizio viene ammesso in soprannumero al campionato regionale di Eccellenza, classificandosi al termine del torneo al nono posto.
Nella stagione 2011-2012, dopo aver rinunciato a disputare la gara prevista alla prima giornata dell'Eccellenza Lucana, la squadra si ritira dal campionato e pertanto la società viene cancellata dai ruoli federali. In questa stagione un'altra società cittadina, l'A.S.D. Atletico Potenza, viene promossa in Serie D vincendo il campionato di Eccellenza, cambia ufficialmente denominazione in Società Sportiva Dilettantistica Città di Potenza S.r.l. ed eredita la tradizione calcistica cittadina. Il rinnovato sodalizio chiude il campionato di Serie D 2012-2013 al 18º posto in classifica, retrocedendo e non presentando la domanda d'iscrizione al successivo torneo.
Nella stagione 2013-2014 una nuova squadra cittadina, il Football Club Dilettantistico Rossoblu Potenza, nata dalla fusione tra Atella Monticchio di Eccellenza e Controsenso Potenza di Promozione, vince il campionato di Eccellenza e viene promossa in Serie D. Durante l'estate la società cambia denominazione in Potenza Football Club. Nella stagione del ritorno in Serie D il Potenza disputa un campionato di vertice, nonostante il cambio di presidenza societaria, con Maurizio Notaristefani che subentra al dimissionario Antonello Grignetti. Il terzo posto finale qualifica i lucani alla disputa dei play-off, dai quali verranno eliminati dal Taranto al secondo turno.
Il 12 giugno 2015, la società cambia denominazione in Società Sportiva Dilettantistica Potenza Calcio a r.l.. Il 2 luglio successivo Maurizio Notaristefani annuncia le sue dimissioni e mette in vendita la società, iscrivendo comunque la squadra al successivo torneo. La società passa quindi nelle mani di un gruppo campano capeggiato da Andrea Vertolomo e Umberto Vangone, nuovi co-presidenti, mentre Massimo Agovino viene richiamato sulla panchina della squadra lucana. Le vicissitudini societarie spingono in secondo piano il ritorno del Potenza nella Coppa Italia nazionale nella gara di esordio ufficiale della stagione 2015-2016, in cui, schierando la formazione Juniores, perde contro il Cittadella per 15-0, lo scarto di reti più grande nella storia del trofeo. Il campionato, segnato da più cambi alla guida tecnica, verrà chiuso al decimo posto.
Nel campionato 2016-2017 l'accesa protesta della tifoseria nei confronti del duo Vertolomo-Vangone, dovuta agli scarsi risultati conseguiti, causa a febbraio la cessione della società ad un gruppo imprenditoriale irpino-lucano. I rossoblù si assicurano quindi la salvezza chiudendo il campionato all'ottavo posto. A campionato finito la società lucana, dopo un iniziale cambio di proprietà, vede l'ingresso nel mese di luglio di Salvatore Caiata come socio di maggioranza e presidente, coadiuvato dagli altri due soci Massimo Iovino e Maurizio Fontana. La nuova proprietà per il torneo 2017-2018 ingaggia come allenatore Nicola Ragno, fresco vincitore del girone H alla guida del Bisceglie. Questa stagione, che vede nel mese di dicembre la società avere in concessione lo storico marchio "Potenza Sport Club 1920", è segnata dall'approdo della squadra, per la prima volta nella sua storia, alle semifinali di Coppa Italia Serie D, ma soprattutto dalla promozione in Serie C grazie alla vittoria del girone H della Serie D, ottenuta il 29 aprile 2018 con la vittoria casalinga per 3-1 contro il Taranto, con una giornata di anticipo sulla fine della stagione regolare.
Durante l'estate del 2018 la società, ritornata nel professionismo, cambia denominazione in Potenza Calcio S.r.l..
La stagione 2018-2019 in Serie C, in cui la squadra passa dal tecnico Nicola Ragno a Giuseppe Raffaele, si chiude con un ottimo quinto posto e l'eliminazione ai quarti di finale dei play-off contro il Catania.

## Cronologia delle denominazioni
- 1920-1936: Sport Club Lucano
- 1936-1941: Associazione Sportiva Potenza
- 1941-1942: Associazione Polisportiva Lucana Potenza
- 1942-1945: Associazione Polisportiva Lucana
- 1945-1951: Sport Club Potenza
- 1951-1960: Sport Club Monticchio Potenza
- 1960-1986: Potenza Sport Club
- 1986-1987: Polisportiva Edilpotenza
- 1987-1994: Potenza Calcio
- 1994-1995: Polisportiva Banca Mediterranea Invicta Potenza
- 1995-1999: Unione Calcio Potenza
- 1999-2004: Football Club Potenza
- 2004-2007: Associazione Sportiva Calcio Potenza
- 2007-2012: Potenza Sport Club
- 2012-2013: Società Sportiva Dilettantistica Città di Potenza
- 2013-2014: Football Club Dilettantistico Rossoblu Potenza
- 2014-2015: Potenza Football Club
- 2015-2018: Società Sportiva Dilettantistica Potenza Calcio
- 2018-oggi: Potenza Calcio